# Tierra del Burgo de Osma
La Tierra del Burgo era una comarca tradicional de la provincia de Soria que perteneció a la Comunidad de villa y tierra de Osma hasta su escisión en el siglo XIV. Con el nombre de Partido del Burgo de Osma, formó parte de la Intendencia de Soria situada en la actual provincia de Soria, en la región española de Castilla la Vieja, hoy comunidad autónoma de Castilla y León.Todo el territorio de esta comarca se encuentra en la actualidad en la comarca de Tierras del Burgo.

## Lugares que comprendía
La Tierra de El Burgo contaba como centro la villa de El Burgo de Osma y las 11 aldeas siguientes, todas con jurisdicción de abadengo. Entre paréntesis figura el municipio al que pertenecen.
| - Aldehuela (despoblado). - Barcebal (El Burgo de Osma). - Boillos (despoblado). - Boos (Valdenebro). | - El Burgo de Osma. - Quintanas Rubias de Arriba (San Esteban de Gormaz). - Santiuste (El Burgo de Osma). | - Sotos del Burgo (Valdemaluque). - Torralba (El Burgo de Osma). - Valverde de los Ajos (Bayubas de Arriba). | - Valdelubiel (El Burgo de Osma). - Val de Osma (granja). - Velilla (San Esteban de Gormaz). |  |

Las villas de Santiuste, Quintanas Rubias de Arriba, Velilla y el despoblado de La Aldehuela, que pertenecieron a la Tierra del Burgo, aparecen como villas eximidas en el Censo de Floridablanca. Además había una granja que no viene recogida en el Censo de Población de la Corona de Castilla del año 1594 pero que sí aparece en el Censo de Floridablanca, Val de Osma.